# Beloniformes
Os Beloniformes são uma ordem de peixes dulcícolas ou marinhos actinopterígios, que têm como característica principal a falta do osso interhial, tornando a maxila fixa. Com exceção dos peixes-arroz, os peixes desta ordem apresentam uma mandíbula alongada, na forma de uma agulha.
Todas as espécies desta ordem são pelágico|pelágicas, vivendo próximo da superfície da água, muitas vezes formando cardumes que podem saltar para fora da água.
A ordem é composta por cinco famílias, agrupadas em duas subordens:
- Adrianichthyoidei, com uma única família
  - Adrianichthyidae (peixes-arroz)
- Belonoidei, agrupando
  - Belonidae (bicudas ou agulhas)
  - Exocoetidae (peixes voadores)
  - Hemiramphidae (meias-agulhas)
  - Scomberesocidae (agulhões)

Originalmente, a família Adrianichthyidae, composta por espécies dulcícolas, estava incluída nos Cyprinodontiformes, mas a forma da maxila mostrou que estes pequenos peixes eram beloniformes.
Os outros beloniformes todos possuem uma mandíbula alongada, como nos meias-agulhas, mas alguns, como as bicudas, apresentam, em adultos, também a maxila alongada.